# Rue Gustave-Doré
La rue Gustave-Doré est une voie du 17e arrondissement de Paris, en France.

## Situation et accès
La rue Gustave-Doré est une voie publique située dans le 17e arrondissement de Paris. Elle débute au 155, avenue de Wagram et se termine au 75, boulevard Pereire. Cette rue a reçu à son ouverture, en 1884, le nom du dessinateur, peintre et statuaire Gustave Doré (1832-1883).
La rue Charles-Gerhardt, en impasse, y commence au no 1.
Deux autres voies proches portent un nom de peintre : la rue Puvis-de-Chavannes et la rue Alphonse-de-Neuville.

## Origine du nom

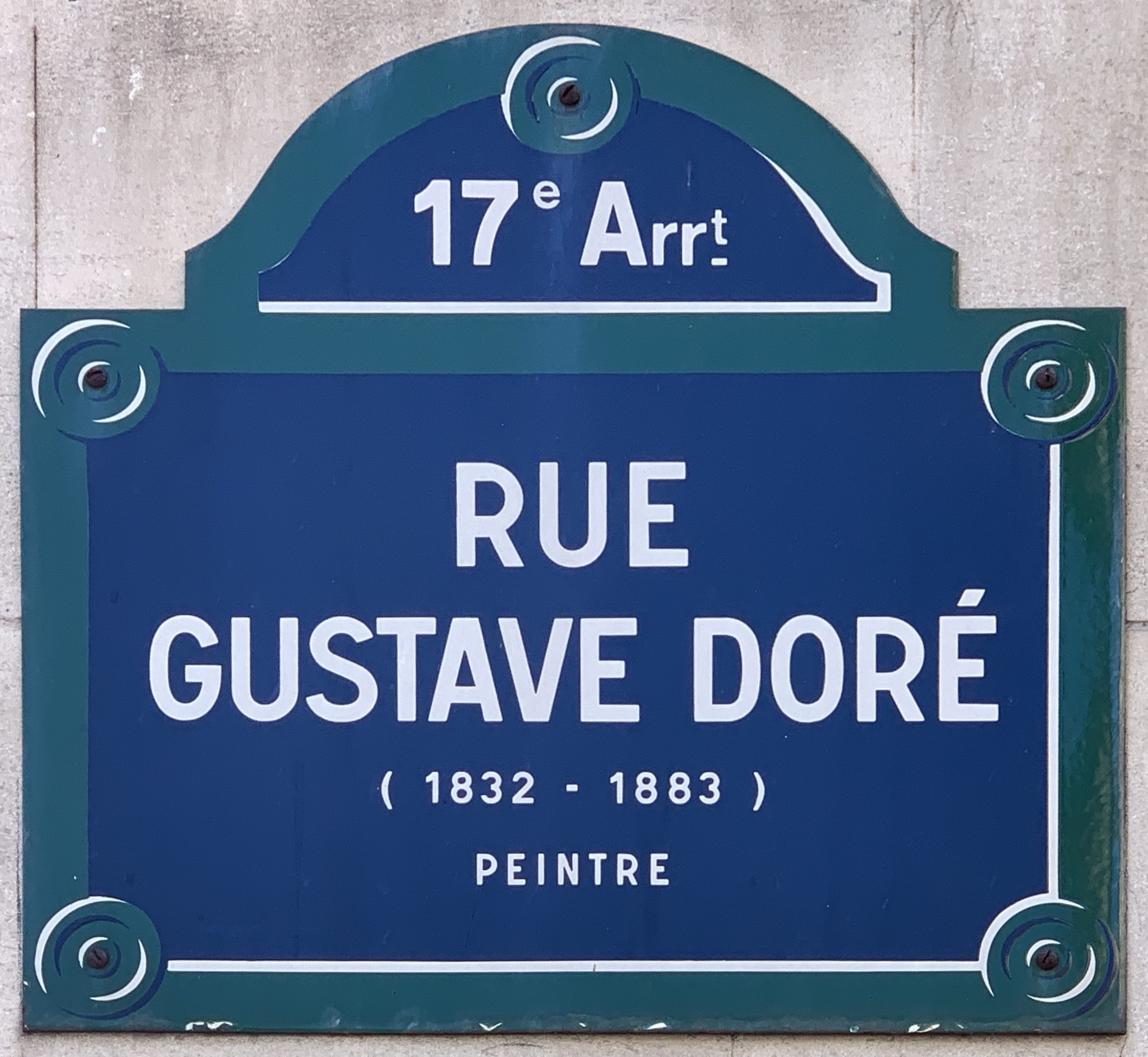
Plaque de la rue.

Elle porte le nom du dessinateur, graveur, peintre et statuaire français Gustave Doré (1832-1883).

## Historique
Cette rue, ouverte par un décret du 12 août 1884, reçut sa dénomination par un arrêté du 30 août 1884.

## Bâtiments remarquables et lieux de mémoire
- Claude Debussy habita au no 10 de cette rue.
- Dans la bande dessinée éponyme prépubliée dans le magazine Astrapi, Marion Duval, jeune parisienne espiègle, réside au n°13 avec son père Alexandre, reporter[2]. L’héroïne mentionne son adresse dès le premier album de la série, signé Yvan Pommaux, Le scarabée bleu[3].